# 沃頓安德埃奇
沃頓安德埃奇（Wotton-under-Edge，/ˈwʊtən/）是位於英格蘭格洛斯特郡斯特勞德區的一座集鎮，靠近科茨沃爾德的南端。沃頓安德埃奇首次見於歷史記載是在940年。